# Dubrovačka privatna gimnazija
Dubrovačka privatna gimnazija, privatna srednja škola u Dubrovniku s pravom javnosti. Nalazi se u ulici Iva Vojnovića 12, u zgradi Obrtničke škole u Dubrovniku. Školovanje se plaća i razredi broje prosječno 15 do 20 učenika. Škola je započela svoj rad 1. rujna 2009. godine. Suvremeno je opremljena. 
Godišnja školarina iznosi 4400 eura.  Škola je prepoznatljiva po individualnom pristupu, obiteljskom ozračju, korelacijama i interdisciplinarnoj nastavi , uvođenju dvojezičnosti u gimnazijski program povijesti (hrvatski i engleski), hrvatskim jezikom za strance, terenskim nastavama u Hrvatskoj i inozemstvu, domaćim i međunarodnim projektima, nizu uspješnih suradnji s ustanovama u Gradu, županiji i šire . Jamči uspješne pripreme za državnu maturu svojih i vanjskih učenika te brine o dubrovačkoj materijalnoj i duhovnoj baštini.
Ravnatelj škole je mr.sc. Tomislav Franušić.

## Vanjske poveznice
- Službena stranica